# Surcouf (enseigne)
Pour les articles homonymes, voir Surcouf (homonymie).

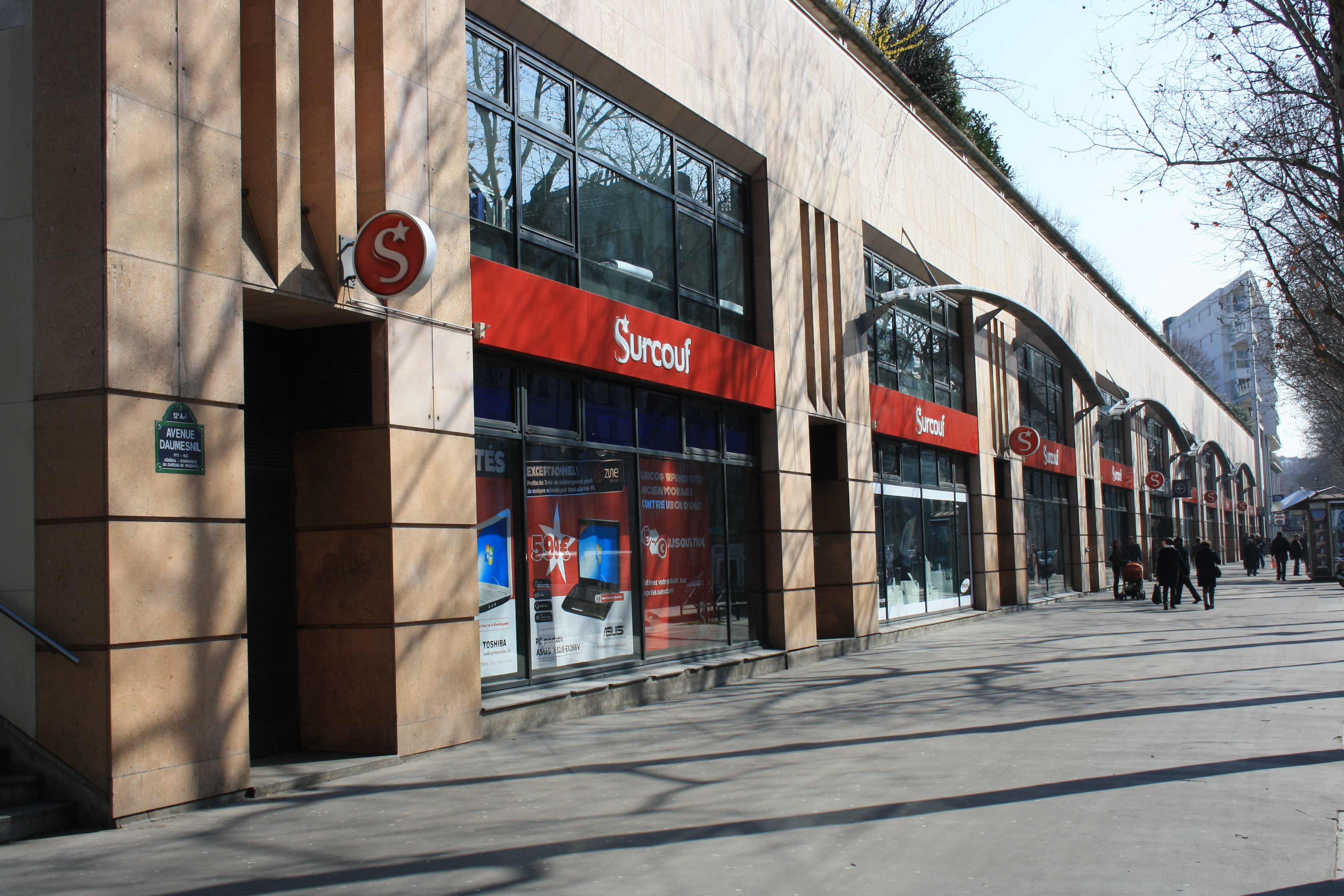
Le magasin de l'avenue Daumesnil à Paris.

Surcouf est une chaîne de magasins informatiques française créée en 1992 et disparue en 2012. Elle se présentait à l'origine comme « la foire permanente de l'informatique ».

## Genèse
En septembre 1992, Olivier Dewavrin et Hervé Collin ouvrent leur premier magasin sur l'avenue Philippe-Auguste dans le 11e arrondissement de Paris. Ce magasin sera transféré en 1995 sur l'avenue Daumesnil dans le 12e arrondissement, devenant ainsi la plus grande surface de matériel informatique de la capitale.
L'enseigne a longtemps été cantonnée à ce seul magasin et principalement destinée aux connaisseurs de l'informatique par l'exhaustivité des matériels proposés et l'aspect volontairement foire de l'agencement du magasin.
En 1998, la société est introduite en Bourse, sur le Second Marché.
En avril 2000, l'enseigne devient une filiale de la Fnac (Pinault-Printemps-Redoute). Elle connaît alors une courte période d'expansion avec l'ouverture de quatre autres magasins : à Paris (boulevard Haussmann), Strasbourg, ou encore au sein de centres commerciaux à Thiais (Belle Épine) et Bordeaux (Mérignac Soleil).
À partir de mai 2001, le site web permet l'achat en ligne avec livraison des produits.

## Premières difficultés
Au 31 décembre 2008, Surcouf réalise un chiffre d'affaires de 225 millions d'euros (en baisse de 9 % par rapport aux 247 millions d'euros réalisés en 2007) et emploie 597 personnes,.
En janvier 2009, le groupe PPR annonce qu'il cherche à revendre l'enseigne. Le 2 avril, des négociations exclusives débutent avec Hugues Mulliez, fondateur de l'enseigne Youg's (groupe fondé en 1999 à Villeneuve-d'Ascq et propriétaire de trois magasins qui ont réalisé 25 millions d'euros de chiffre d'affaires en 2008). Le groupe PPR indique dans son communiqué que « le projet de cession sera soumis à la consultation des instances représentatives du personnel et à l'approbation des autorités de la concurrence ».
Le 16 juin 2009, l'accord est signé entre le groupe PPR et Hugues Mulliez. L'enseigne lui est cédée pour un euro symbolique.
Le 17 septembre 2010, l'entreprise ouvre une nouvelle enseigne à Lille, rue du Molinel.

## Déclin et faillite
En 2011, il est annoncé que le magasin de Strasbourg devrait fermer ses portes au mois de juillet, à l'issue de soldes, ainsi que celui du centre commercial Belle Épine à Thiais.
En mars 2012, la société se place en cessation de paiements et une procédure de redressement judiciaire est lancée, avec une période d'observation de six mois. L'entreprise emploie 472 personnes dans 6 magasins et affiche, en 2010, une perte nette de 20 millions d'euros pour un chiffre d'affaires de 160 millions d'euros.
En juin 2012, la direction annonce la mise en vente de l'enseigne,. Le tribunal de commerce de Lille, devant rendre son jugement le 26 juillet 2012, reporte l'examen des offres au 10 octobre 2012.[pas clair]
Aucun repreneur ne s'étant présenté, le 10 octobre 2012, le tribunal place la société en liquidation judiciaire, avec une poursuite de l’activité jusqu’au 30 novembre 2012. En octobre 2012, un syndicat envoie une lettre ouverte au ministre Arnaud Montebourg.
Une fois les stocks épuisés (uniquement disponibles en magasin)[pas clair] et vendus plus vite que prévu grâce à des réductions allant jusqu'à 60 %, les magasins ont fermé définitivement leurs portes le 10 novembre 2012.